# 경기 방언
경기 방언(京畿方言)은 대한민국의 서울특별시, 경기도(다만, 평택시 제외. 평택시 전 지역은 충청 방언을 사용한다.), 인천광역시 등 수도권과 강원도의 영서 지방(영월·정선·평창 제외), 그리고 조선민주주의인민공화국의 개성시에서 주로 쓰이며 또한 미국 로스앤젤레스 LA 코리아타운인 나성에서는 차츰 사라져가고 있는 서울 사투리를 여전히 많이 쓰이기도 하는 한국어의 방언(사투리)이다. 경기 방언과 유사한 충청 방언, 황해도 방언 등과 함께 묶어서 중부 방언(中部方言)이라고 지칭하기도 한다.
경기 방언의 하위 방언인 서울 방언은 대한민국 표준어의 지역적 바탕이라고 할 수 있으나, 인위적으로 정제된 표준어와 동일한 것은 아니므로 "서울말 = 표준어"라는 등식이 성립하는 것은 아니다.

## 지역별 구분
한강을 중심으로 크게 한강 이북의 경기북부 방언과 한강 이남의 경기남부 방언으로 구분할 수 있다. 표준어의 근간이 된 서울 방언은 옛 한양(현 서울특별시의 한강 이북 지역) 방언이며, 경기북부 방언의 하위 방언이었다. 인천을 비롯한 경기 서해안 지역 방언은 황해도 방언과 충남 서해안 방언의 영향을 받아 경기 내륙 지역이나 영서 지방의 방언과는 전통적으로 다른 특색이 있었다. 특히 안성시, 용인시 처인구 등 경기도 남부 지역은 충청 방언의 영향을 크게 받았고, 평택시는 과거 충청도였기에 충청 방언을 평택시 전 지역에서 사용한다.
오늘날에는 대중매체의 영향과 산업화·도시화에 따른 인구의 이동으로 인해 전통적인 토박이 방언 사이의 지역별 차이는 많이 희석되었다.
수원 사투리
수원 사투리는 중학생들 남녀 가릴것 없이 쓰는 어휘중 대표적인것은 '~하는 거./~할 거' 식의 종결어미 어투로 유명하다. 예: "오늘 뭐 먹을 거?", "혼자서도 잘 할 거." 하지만 모든 말에 붙이지는 않고 주로 물어보는 말에 쓰이는 '~할 거?' 가 더 많다. 화성시 동부, 오산시,용인시 수지구, 기흥구에서도 발견할 수 있다. 수원 토박이들은 서울에 가기 전까진 이 말투가 사투리인지 거의 모른다. 이 말투를 쓰는 이유는 '말이 짧아서 편하니까' 라고. 사실은 '~하는 거'라는 어투 자체가 수원 뿐만 아니라 안양, 용인 등 경기 남부지역에 보편적으로 퍼진 사투리다.그 외에도 기타 "~하걸랑", "~하거덩" 등의 어미가 수원 사투리에서 나타난다.
인천 사투리
마포(걸레)는 경기 방언이나 인천에서 주로 사용하므로 인천 방언으로 보기도 한다. 타 지역 사람들에게 대걸레라는 뜻으로 마포(걸레)라고 하면 멀뚱한 표정을 볼 수 있으니, 타지역 사람들에게는 대걸레라고 하자. 인천 사람들에게도 상황 없이 대뜸 마포라고하면 응? 하는 경우도 있고, 마포걸레라고해야 "대걸레"라는 반응이 나오기도 한다.
미주한인 사투리
미국에 거주하는 한인들이 사용하는 한국어, 즉 '미주 한인사투리'는 한국의 서울 방언이나 표준어와 매우 유사하다. 이는 서울과 경기도 출신 이민자, 유학생들이 수적으로 압도적으로 많았기 때문이다. 특히 미주 한인어가 오히려 오늘날 서울말보다 과거의 서울 방언에 더 가까운 모습을 보인다는 것이며 산업화 시기 대규모 상경 인구 유입으로 서울 억양이 변한 반면, 초기 이민 1세대는 그 변화가 일어나기 전의 억양을 그대로 간직하고 있다. 그래서 이들과 대화하면 마치 1980~90년대 서울 사람들과 이야기하는 분위기를 느낄수 있다.
이러한 언어적 보존 현상은 미국의 소리(VOA)나 자유아시아방송(RFA)의 한국어 방송에서도 확인할 수 있으며, 국내에서는 서울 북쪽에 인접한 경기 북부 지역에서도 유사한 양상이 나타난다. 서울 출신 이주민이 많은 지역이지만, 상대적으로 언어 변화의 영향은 덜 받았기 때문이다. 
 영어 표현을 거의 그대로 한국어로 직역하여 대화하는 용례도 보이며 영어 어휘(play, know, go 등)가 한국어 표현으로는 상황에 따라 여러 의미가 있는데, 영어의 동사표현을 한국어 1:1로 직역하는 현상이 있다. 
| 표준말                                   | 재미교포말                      | 영어                                                                             |
| ---------------------------------------- | ------------------------------- | -------------------------------------------------------------------------------- |
| 우리 농구하자.                           | 우리 농구 놀자. (play)          | Let's play basketball.                                                           |
| (식당에서 주문 전) 뭐 먹을지 정했어?     | 너 뭐 먹을지 알아? (know)       | Do you know what you're getting? (또는 Do you know what you'd like to order? 등) |
| 오늘 발표했어? / 아니 오늘 발표 안했어.  | 오늘 갔어? / 아니 안 갔어. (go) | Did you go today? / No, I didn't go today. (구어에서 'go'의 다양한 활용 중 하나) |
| 약속을 만든 뒤에 지키지를 않았어. (make) | 약속을 해 놓고 안 지켰어.       | He would make a promise and then break it.                                       |

## 음운

### 일반
경기 방언의 음운은 표준어와 대체로 같지만, 일부분에서는 차이를 보이기도 한다. 전통적인 경기 방언에서는 '삼촌'을 '삼춘'으로 발음하는 현상이 있으며, 특히 보수적인 형태에서는 '정답'을 '증답'에 가깝게 발음하는 경우가 있다.
서울을 비롯한 일부 지역의 전통적인 방언에서는 일부 단어에 대한 구개음화 및 기타 발음 변형이 일어난다. 그러나, 이러한 현상은 중장년층 이상 토박이에게서나 종종 찾아볼 수 있다. 젊은층은 이런 형태를 구사하지 않으며, '사투리'로 인식하기도 한다.
- 예시 : 핵교(학교), -허구(-하고)

전통적인 경기 방언에서는 음장(音長: 장단음)으로 동음이의어를 구분하였다. 그러나, 경기 남부 일부 지역에서는 이와 달리 장단음이 무시되는 경향이 있었다. 이 밖에도 경기 북부 방언에는 동남 방언(경상 방언), 영동 방언과 다른 이북적인 특색의 약한 성조(聲調)가 있었다. 1960년대 이후 산업화의 영향으로 남부지역 주민들이 수도권으로 대거 유입하면서 경기 방언에서 성조가 사라졌고, 음의 장단에 의한 변별적 기능이 소멸되기 시작했다. 경기 방언의 음운 변화 과정에서 동남 방언은 억양의 이질성에도 불구하고 정치적인 영향으로 방송매체 등을 통해 상당히 침투('ㅐ'와 'ㅔ'의 분별 상실 등)하였고, 서남 방언(호남 방언)과 충청 방언은 경기 방언과 유사한 특징 때문에 일상 언어에 폭 넓은 영향을 끼쳤다.
본래 경기 방언은 '외'와 같은 복모음 및 'ㅐ'와 'ㅔ'를 구분하였으나, 남부지역 이주민들의 영향으로 'ㅐ'와 'ㅔ'의 구분이 거의 사라지고 복모음 단순화 및 이중모음화되었다.(예: '외' [외]->[왜] 또는 [웨]) 또한, 장단이 있어서 비교적 차분한 느낌을 주었던 경기 방언에서 장단음이 소멸되면서 말이 빨라졌다. 요즘에는 특히 젊은 세대를 중심으로 경음화 현상이 두드러진다.
경기 방언에서는 일부 단어가 표준어와 다르게 발음되며, 이는 최근의 경음화 영향과 무관하지 않다.
- 표준어 : 교과서[교:과서], 창고[창고], 다른[다른]
- 경기 방언 : 교과서[교꽈서], 창고[창(:)꼬], 다른[따른]

또한, 경기 방언권의 상당수 화자들은 구개음화 등 발음 변이현상의 혼동으로 표준발음과 다르게 잘못 발음하는 경우가 많다.
- 예시 : 팥을 [파틀/파슬], 닭이 [달기/다기](전자는 표준발음, 후자는 잘못된 발음)

경기 방언에서는 대화문에서 일종의 접속사처럼 말끝에 '~요'를 붙이는 경향이 있다.(예: 저는 아이스크림이 좋구요, 피자두 좋구요, 햄버거두 좋아요.) 그 밖에도 말을 끝맺을 때에 경기 방언과 표준어는 다음과 같은 차이를 보이는데, 일부 경기권 화자들은 이를 사투리로 인식하기도 한다.
- 표준어 : -하고, -하고요, -해도, -로, -하니까, -했거든
- 경기 방언 : -하구, -하구요, -해두, -루, -하니깐, -했걸랑

## 어휘
'잠자리'와 같은 경기 방언의 수많은 단어들이 그대로 표준어에 흡수되어 어휘상 겹치는 부분이 많지만, 표준어 어휘와 다른, 토박이 고유 어휘도 존재한다. 
- 예시 (서울 토박이 방언 기준): 구녕(구멍), 가우(가위), 겨란(계란), 짱아/쨍아(잠자리)

또한, 표준어에서 파생되었거나 경기 방언에 근거를 둔 이른바 '비표준어 어휘'들이 일부 수도권 주민 사이에서 쓰이고 있다.

## 억양

#### 개관
경기 방언의 억양은 경기 지역 간에 큰 차이는 없으나 한강을 기준으로 북부와 남부 간의 약간의 차이가 존재했었다. 원래 경기 북부(서울 포함) 방언은 끝을 부드럽게 맺는 경향이 있으며, 이북적인 특색이 약간 있었다. 남부 방언은 북부 지역의 억양에 비해 말의 끝이 약간 올라가는 특징을 지녔었으며, 평택 등 일부 남부 지역의 억양은 충청 방언의 영향이 있었다. 인천 방언에는 산업화 이전부터 전통적으로 황해도, 충청 지역 출신 이주민의 영향을 받은 부분이 존재한다.
이처럼 여러 형태의 경기 억양이 존재하지만, 뉴스 방송에 쓰이는 말이 현대 한국어의 표준 억양으로 간주되는 것이 일반적이다. 특히, 대중매체의 영향과 활발한 인구 이동으로 인해 경기 방언 내의 소지역별 구분은 큰 의미를 상실했다.

#### 최근의 변화
경기 방언의 억양은 최근 한 세기 간 많은 변화를 겪어왔다. 원래 경기도 지역의 억양, 특히 한강 이북의 것은 약간의 성조(聲調)가 있었다. 이런 이유 때문에 1970년대 이전에 녹음된 방송 자료는 그 이후에 출생한 사람들에게 조선민주주의인민공화국의 방송과 발음이 비슷하다는 느낌을 주기도 한다.
그러나 1960년대 이후 산업화로 인해 서울을 비롯한 수도권 지역에 외지인이 많이 유입되면서 서울, 경기 지역의 억양은 상당한 변형을 겪었다. 현대 경기 방언의 억양은 타 지역 방언에 비해 비교적 단조로운 것과 보통 끝이 올라간다는 점을 그 특징으로 들 수 있는데, 이는 본래 서울 등 경기 북부 방언의 특징이 아니라 경기 남부 방언의 특징이었다. 다만, 방송에 쓰이는 억양은 말의 끝을 올리는 경향이 거의 없고, 전화 고객상담원 등의 경우에는 말끝을 올리는 경향이 특히 두드러지게 나타나고 있다.
이는 경기 방언과 음장(音長) 지역으로 한데 묶이는 서남 방언, 충청 방언, 황해도 방언, 서북 방언 뿐만 아니라, 같은 경기 방언권인 강원도 영서 지방에서도 나타나지 않는 서울과 경기 남부 지역만의 특징이다.

## 표준어와의 차이
경기 방언의 일종인 서울 방언이 현대 대한민국 표준어의 지역적 근간이 되고 있으나, 표준어라는 개념은 실재하는 자연어가 아닌 추상적인 인위물(artifact)에 가깝기 때문에 '표준어 = 서울말(서울 방언)'이라고 할 수는 없다. 표준어 어휘 중 일부는 타 지역의 방언에서 유래되었으며, 표준어 제정 과정에서 서울 지역의 일부 어휘 및 음운 현상은 '비표준어'로 배제되었다.
현재 대한민국 표준어의 정의는 '교양있는 사람들이 두루쓰는 현대 서울말'인데, 이는 '교육받은 계층(식자층)이 구사하는 서울 방언'이라고 해석할 수 있다. 그러나, 이러한 정의는 '서울말을 쓰지 않으면 교양이 없다'는 식의 해석도 가능하여 논란의 여지가 있다. 1930년대부터 1988년까지는 표준어가 '현대 중류사회에서 쓰는 서울말'이라고 정의되었으나, '중류사회'라는 표현이 문제가 되어 1988년에 현재의 규정으로 개정되었다.
또, 현재는 표준어 사용 지역을 서울 뿐만 아니라 인천, 경기도까지 모두 포함하여 수도권 전역을 표준어 사용 지역으로 보는 시각이 지배적이다. 다만, 경기 남부의 경우엔 서울 속한 경기 북부 지역의 언어와는 꽤나 상이한 차이가 있기에 표준어 사용 지역을 서울과 경기 북부 지역으로 한정 짓는 경우도 더러 있다.

## 같이 보기
- 표준어
- 방언
- 대한민국 표준어